# Roberto Morbioli

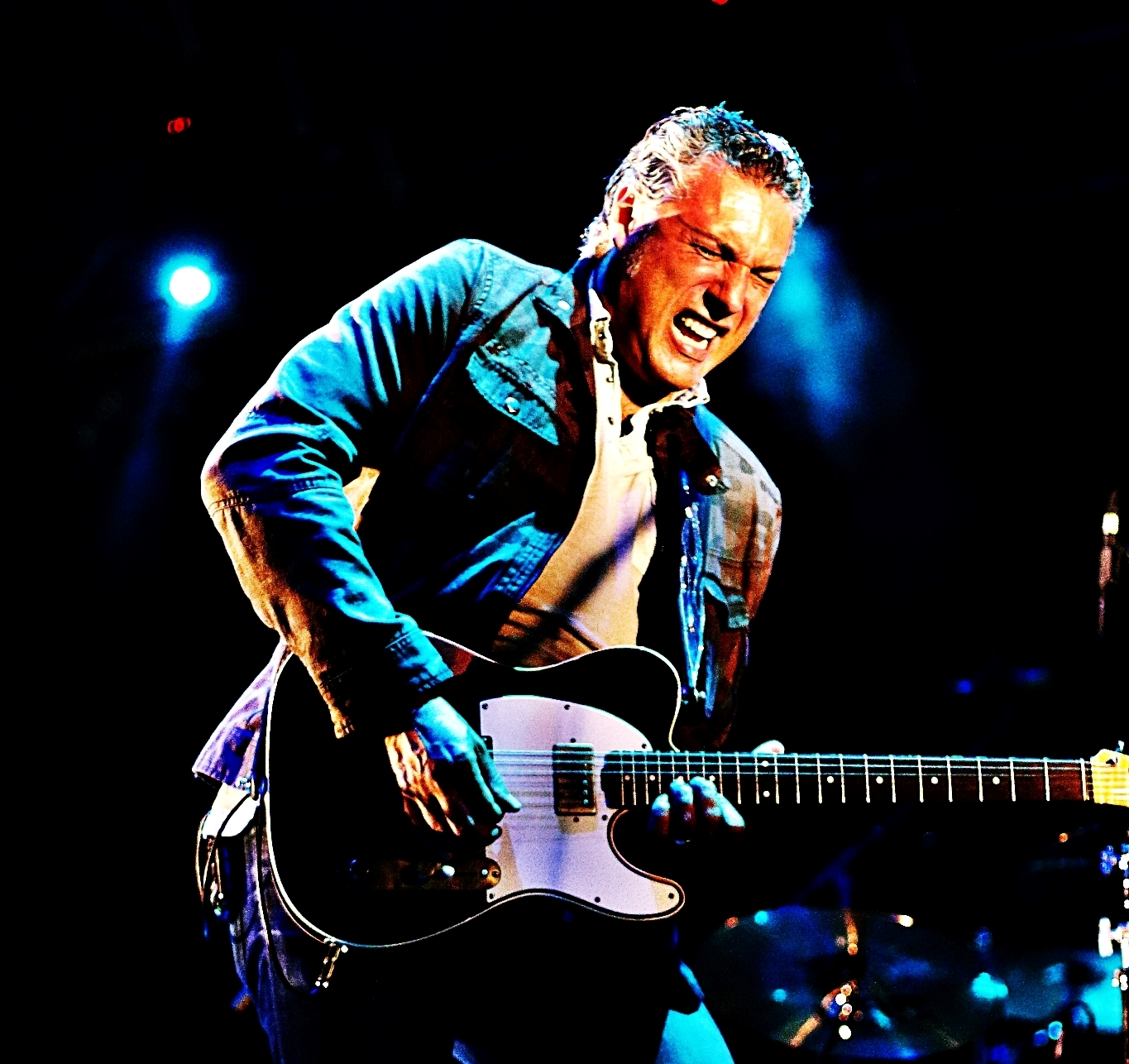
Morbioli live in seinem Heimatland Italien am 15. August 2013

Roberto Morbioli (* 30. Juli 1965 in Verona) ist ein in Italien geborener Blues-Gitarrist, Blues-Bassist, Komponist und Sänger. 1991 gründete er die Band Morblus. Von 2011 bis 2016 trat Morbioli als Gitarrist des amerikanischen Singer-Songwriters Big Daddy Wilson auf. Im Januar 2012 gründete er zusammen mit seiner Managerin Carolin Wobben das Label Phamosa Records. 2015 gründete er sein akustisches Roberto Morbioli Trio mit Paolo Legramandi am Bass und Nik Taccori am Schlagzeug. Die erste gemeinsame CD erschien im Januar 2016.
Seit 2016 tritt Roberto unter dem Namen Rob Mo in einem Trio auf und veröffentlichte im Februar 2018 die gemeinsame CD „From Scratch“.
Morbioli lebt seit seiner Geburt in Verona.

## Diskografie

### CDs
- Let the Good Times Roll – 1995 (with Guest: Sandra Hall)
- 101% Pure Morblus Live – 1997  (with The Boomer Horns)
- 7 Days of R&B – 1999  (with Jesse Yawn & The Boomer Horns)
- Push – Live at Fiamene – 2001
- Mrs Miller – 2003
- I Can’t Go Wrong – 2006
- On the Way Back – Live in Europe – 2010 (Stormy Monday Records)
- Live at the Camploy Theatre – 2012 (Stormy Monday Records)
- In The Blues – 2012 (with Diane Blue)
- Two Lives – One Soul Doppel-CD, Reissue von 101% Pure Morblus und Push – Live at Fiamene – 2013 (Phamosa Records)
- A Touch of Blues – 2013 (with Justina Lee Brown) (Phamosa Records)
- Green Side – 2013 (Jazzhaus Records)
- Acoustic Me – Roberto Morbioli Trio – 2016 (Phamosa Records)
- From Scratch – Rob Mo – 2018 (Phamosa Records)

### DVDs
- Road Tracks – Morblus Live! – 2007.